# 毛利率

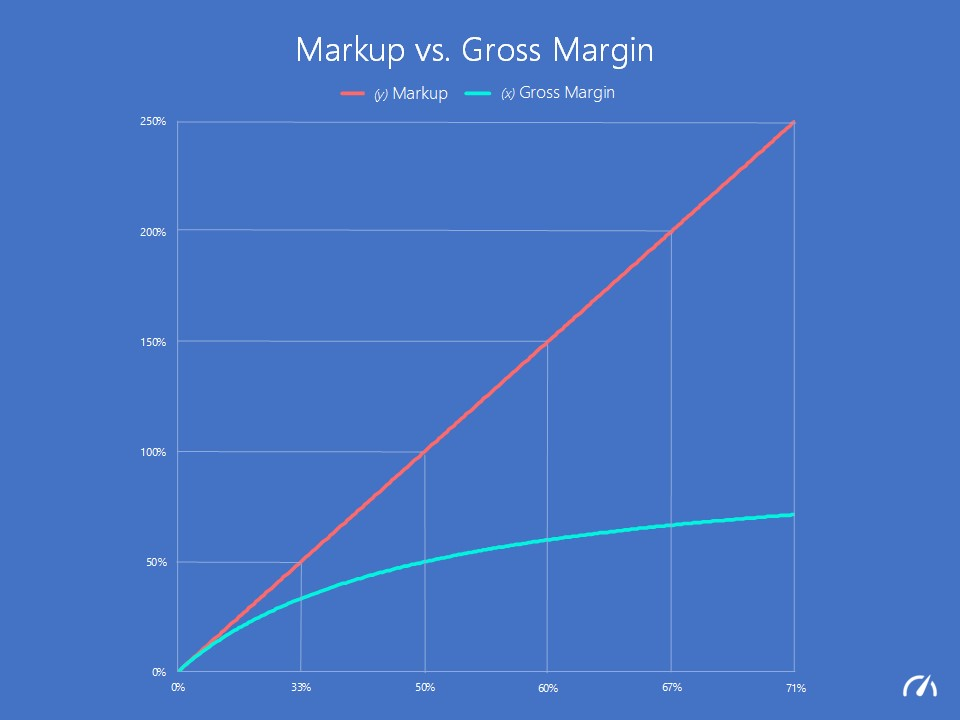
利润与毛利率

毛利率（Gross margin），又称销售毛利率，是一个衡量盈利能力的指标，通常用百分数表示。其计算公式为：
| 毛利率＝ | 销售收入－销售成本 | ×100% |
| 毛利率＝ | 销售收入           | ×100% |
毛利率越高则说明企业的盈利能力越強，控制成本的能力越强。但是對於不同规模和行业的企业，毛利率的可比性不强。